# Oreneta alablanca
L'oreneta alablanca (Tachycineta albiventer) és una espècie d'ocell de la família dels hirundínids (Hirundinidae). Es troba a total la zona tropical d'Amèrica del Sud, a l'est dels Andes: des de Colòmbia fins a l'Argentina. Habita manglars, les sabanes humides, els llacs i cursos d'aigua, les platges i les terres de pastura. El seu estat de conservació es considera de risc mínim.